# Lugones (Santiago del Estero)
Lugones is een plaats in het Argentijnse bestuurlijke gebied departamento Avellaneda in de provincie Santiago del Estero. De plaats telt 877 inwoners.